# 季德基夫齊 (比洛吉里亞區)
49°56′11″N 26°12′37″E / 49.93639°N 26.21028°E
季德基夫齊（烏克蘭語：Дідківці），是烏克蘭西部的村莊，隸屬赫梅利尼茨基州的舍佩蒂夫卡區。該村面積0.09平方公里，2001年人口432，人口密度每平方公里4,747.3人。